# Sarcodina
Sarcodina là một ngành hay một siêu lớp (trong phân ngành Sarcomastigophora) lớn nhất (11.500 loài còn sinh tồn và 33.000 loài hóa thạch) của động vật nguyên sinh (Protozoa) trong các phân loại cũ. Nó bao gồm amip (hay trùng biến hình, trùng chân giả) và các sinh vật có liên quan. Tuy nhiên, khi định nghĩa như vậy thì nó là một nhóm đa ngành và không được thừa nhận trong các phân loại mới hơn.

## Đặc điểm
Tất cả các loài trong định nghĩa về Sarcodina đều là các tế bào đơn độc có phương thức di chuyển và bắt mồi bằng các chân giả có thể nhận thấy, diễn ra theo sự co giãn nhất thời của tế bào trong luồng nguyên sinh chất. Phần lớn các loài Sarcodina sống tự do trôi nổi hay bò; một ít loài không cuống, các loài khác sống ký sinh. Một trong các loài sống ký sinh như vậy, Entamoeba histolytica (trùng kiết lị), là nguyên nhân gây ra bệnh lị amip. Ngoại trừ lục lạp, các loài Sarcodina là đồng nhất với các thành viên kiểu amip của ngành Chrysophyta (tảo vàng kim hay tảo vàng kim cộng tảo cát nói chung). Các loài Sarcodina có thể sinh sản vô tính bằng phân chia tế bào, thường là không có sự phá vỡ lớp vỏ bao nhân là điển hình trong phân bào có tơ, hay hữu tính bằng phân bào giảm nhiễm và tạo ra các giao tử đơn bội, tiếp theo là sự hợp nhất của các giao tử và sự hình thành của các hợp tử. Các giao tử có thể có roi, như ở một số loài nhất định thuộc Foraminiferida.
Sarcodina được chia ra thành các dạng trần trụi (amip) và các dạng có lớp vỏ đục lỗ, thông qua đó các chân giả có thể thò ra thụt vào. Các dạng có vỏ được biết đến nhiều nhất là trùng lỗ (Foraminifera), với lớp vỏ có chứa cacbonat calci.
Các loài Sarcodina có lớp da tương đối mỏng và cơ thể có khuynh hướng là mềm dẻo trừ khi bị ngăn trở bởi các cấu trúc khung xương tế bào. Sarcodina sống trong môi trường nước ngọt, lợ hay mặn; đất hay cát; cũng như là nội ký sinh bên trong động vật và thực vật. Một vài nhóm có thể chỉ sinh sống hạn chế trong một môi trường cụ thể, nhưng phần lớn có môi trường sống khá rộng.
Sarcodina bao gồm 2 lớp lớn là: Rhizopodea và Actinopodea.